# 戈夏巴扎尔
戈夏巴扎尔（Ghosia Bazar），是印度北方邦Sant Ravidas Nagar县的一个城镇。总人口15778（2001年）。

## 人口
该地2001年总人口15778人，其中男性8441人，女性7337人；0—6岁人口3224人，其中男1731人，女1493人；识字率38.31%，其中男性为46.07%，女性为29.39%。